# Medium Rare
Medium Rare è un album di cover del gruppo musicale statunitense Foo Fighters, pubblicato il 16 aprile 2011 dalla Roswell e dalla RCA Records.

## Descrizione
Pubblicato inizialmente nel solo formato in vinile per celebrare il Record Store Day, Medium Rare contiene 10 brani originariamente apparsi come b-side di vari singoli pubblicati in precedenza dal gruppo o di svariate raccolte. Fanno eccezione i brani Bad Reputation e This Will Be Our Year e la versione dal vivo di Young Man Blues.
La rivista Q diede in omaggio ai nuovi abbonati della rivista una versione in CD dell'album, la quale esclude il brano Darling Nikki.

## Tracce
Lato A
1. Band on the Run – 5:08 (Paul McCartney, Linda McCartney) – originariamente interpretata dai Wings
2. I Feel Free – 2:56 (Peter Brown, Jack Bruce) – originariamente interpretata dai Cream
3. Life of Illusion – 3:48 (Joe Walsh, Ken Passarelli) – originariamente interpretata da Joe Walsh
4. Young Man Blues (Live at Austin City Limits) – 5:28 (Mose Allison) – originariamente interpretata da Mose Allison
5. Bad Reputation – 2:33 (Brian Downey, Scott Gorham, Phil Lynott) – originariamente interpretata dai Thin Lizzy
6. Darling Nikki – 3:24 (Prince Nelson) – originariamente interpretata dai Prince and The Revolution

Lato B
1. Down in the Park – 4:07 (Gary Numan) – originariamente interpretata dai Tubeway Army
2. Baker Street – 5:39 (Gerry Rafferty) – originariamente interpretata da Gerry Rafferty
3. Danny Says – 2:59 (Douglas Colvin, John Cummings, Jeff Hyman) – originariamente interpretata dai Ramones
4. Have a Cigar – 4:15 (Roger Waters) – originariamente interpretata dai Pink Floyd
5. Never Talking to You Again (Live) – 1:45 (Grant Hart) – originariamente interpretata dagli Hüsker Dü
6. Gas Chamber – 1:47 (Mike Saunders, Gregg Turner) – originariamente interpretata dagli Angry Samoans
7. This Will Be Our Year – 2:44 (Chris White) – originariamente interpretata dai The Zombies

## Formazione
Gruppo
- Dave Grohl – voce e chitarra, basso (traccia 12), batteria (tracce 2 e 12)
- Chris Shiflett – chitarra
- Pat Smear – chitarra (tracce 1, 3, 4, 7, 8 e 13)
- Nate Mendel – basso
- Taylor Hawkins – batteria, voce (traccia 2)
- William Goldsmith – batteria (traccia 7)

Altri musicisti
- Gregg Bissonette – batteria (traccia 9)
- Brian May – chitarra (traccia 10)